# Isosporie
Isosporie of homosporie is het verschijnsel bij veel embryophyta dat de sporen maar in één grootte voorkomen, dit in tegenstelling tot heterosporie, waarbij de sporen maar in twee grootte voorkomen, klein mannelijke en grotere vrouwelijke sporen.
De uit de sporen groeiende prothallia (gametofyten) (of bij mossen protonemata en daarna de mosplanten) vormen gewoonlijk zowel de archegonia als de antheridia.
Hoewel de sporen bij de meeste soorten van gelijke grootte zijn, heeft paardenstaart 2 soorten sporen, die óf mannelijke, óf vrouwelijke gametofyten vormen. Bij Equisetum (paardestaarten) komt een functionele heterosporie voor, maar geen morfologische heterosporie. Dus de sporen zijn gelijk van afmeting, maar de gametofyten die daaruit groeien zijn of mannelijk of vrouwelijk. De sporen heten androspore, respectievelijk gynospore.

## Overzicht
| Biologische levenscycli bij meercellige organismen met geslachtelijke voortplanting | Biologische levenscycli bij meercellige organismen met geslachtelijke voortplanting | Biologische levenscycli bij meercellige organismen met geslachtelijke voortplanting | Biologische levenscycli bij meercellige organismen met geslachtelijke voortplanting | Biologische levenscycli bij meercellige organismen met geslachtelijke voortplanting                                                        |
|                                                                                     |                                                                                     | Cytologische kernfasewisseling                                                      | Cytologische kernfasewisseling                                                      | Cytologische kernfasewisseling |
| Type organisme →                                                                    | Type organisme →                                                                    | Haplont                                                                             | Diplont                                                                             | Diplohaplont = Haplodiplont |
| ----------------------------------------------------------------------------------- | ----------------------------------------------------------------------------------- | ----------------------------------------------------------------------------------- | ----------------------------------------------------------------------------------- | --- |
| Kernfase; Kernfasewisseling →                                                       | Kernfase; Kernfasewisseling →                                                       | Haplofase; Haplofasisch                                                             | Diplofase; Diplofasisch                                                             | Afwisseling haplofase ↔ diplofase; Diplohaplofasisch = Heterofasisch                                                                       |
| Meiose moment →                                                                     | Meiose moment →                                                                     | Zygotisch                                                                           | Gametisch                                                                           | Sporisch = Intermediair |
| Morfo- logische generatie- wisseling                                                | Monogenetisch: (monofasisch)                                                        | Monogenetische haplont                                                              | Monogenetische diplont                                                              | |
| Morfo- logische generatie- wisseling                                                | Digenetisch: (difasisch)                                                            |                                                                                     | Digenetische diplont                                                                | Digenetische diplohaplonten \| Isomorf, isospoor \| ↓ Heteromorf ↓ \| ↓ Heteromorf ↓ \| \| Isomorf, isospoor \| isospoor \| heterospoor \| |
| Morfo- logische generatie- wisseling                                                | Trigenetisch: (trifasisch)                                                          |                                                                                     |                                                                                     | Trigenetische diplohaplont |
| Isomorf, isospoor                                                                   | ↓ Heteromorf ↓                                                                      | ↓ Heteromorf ↓                                                                      |                                                                                     | |
| Isomorf, isospoor                                                                   | isospoor                                                                            | heterospoor                                                                         |                                                                                     | |